# Erminio Spalla
Erminio Spalla (Borgo San Martino, 7 de julio de 1897 - Roma, 14 de agosto de 1971) fue un boxeador de peso pesado, actor de cine y cantante italiano.

## Biografía
Spalla estudió bellas artes en Brera. Aficionado al boxeo, fue el primer italiano en ganar un título europeo, en 1923. Lo perdió en 1926 ante el español Paulino Uzcudun y se retiró del boxeo al año siguiente, aunque regresó brevemente al ring en 1934 y ganó sus tres combates finales.  Regresó al cine y al teatro tras retirarse de los cuadriláteros.
En octubre de 1937 debutó como cantante de ópera en Nel Trovatore de Turín .  También probó suerte en la pintura y escultura.
En 1939 actuó en su primera película, Io, suo padre, de Mario Bonnard . A esta le siguieron más de cincuenta películas y series de televisión, incluida la película de guerra Giarabub (1942).  Su última película fue I fratelli Karamazov, de Sandro Bolchi (1969).

## Filmografía
- Il match dei 100.000 dollari (1921)
- I, His Father (1939) - Romolo Tonelli
- The Silent Partner (1939) - Il colonello
- Il signore della taverna (1940)
- Il ponte dei sospiri (1940) - Scalabrino
- La compagnia della teppa (1941) - L'oste Bartolomeo Borghi
- The Hero of Venice (1941) - Franco
- Capitan Tempesta (1942) - El Kadur
- The Lion of Damascus (1942) - El Kadur
- Arriviamo noi! (1942) - Il terzo gestorio del "castello delle streghe"
- Giarabub (1942) - Il meccanico "Mago Bakù" Brambilla
- I due Foscari (1942) - Oliviero
- Il fanciullo del West (1942) - Il fattore dei Carey
- Knights of the Desert (1942)
- The Champion (1943) - Mario Martini
- Harlem (1943) - Franckie Battaglia, l'allenatore
- Romulus and the Sabines (1945) - Giovanni, il carrettiere
- Senza famiglia (1946) - Vitali
- Ogni giorno è domenica (1946) - Stefano
- The Devil's Gondola (1946) - Marco, il gondoliere
- The Tyrant of Padua (1946) - Un evaso
- Sangue a Ca' Foscari (1946)
- The Opium Den (1947)
- The Adventures of Pinocchio (1947) - Mangiafuoco
- Cab Number 13 (1948) - Le marin
- Fabíola (1949)
- The Pirates of Capri (1949)
- Flying Squadron (1949)
- Santo disonore (1950) - Oreste
- Deported (1950) - Benjamino Barda
- Bluebeard's Six Wives (1950) - L'Autista
- Miracle in Milan (1951) - Gaetano
- O Comprador de Fazendas (1951)
- A Flea on the Scales (1953)
- A Família Lero-Lero (1953)
- Lights Out (1953)
- Chéri-Bibi (1955) - Il rosso
- The Red Cloak (1955)
- Io piaccio (1955) - Man who abducts Roberto Maldi (uncredited)
- Torna piccina mia! (1955) - Zoras
- Vendicata! (1956)
- Wives and Obscurities (1956) - Oste
- A Estrada (1956)
- Poveri ma belli (1957) - Amico del padre di Giovanna
- Addio sogni di gloria (1957)
- Song of Naples (1957) - Docker
- Solo Dio mi fermerà (1957)
- Il Conte di Matera (1958) - Amico di Golia
- Angel in a Taxi (1958) - Un saltimbanco
- The Naked Maja (1958) - Rojas (the Innkeeper)
- The Defeated Victor (1959) - Coach (allenatore)
- The Pirate and the Slave Girl (1959) - Malik
- Agosto, donne mie non vi conosco (1959)
- Il Mattatore (1960) - Un detenuto (uncredited)
- Siege of Syracuse (1960) - Taverniere (uncredited)
- Minotaur, the Wild Beast of Crete (1960) - Padre Addottivo di Arianna
- The Prisoner of the Iron Mask (1961)
- The Fury of Achilles (1962) - Nestor
- Taur, il re della forza bruta (1963) - Re di Shrupuk
- The Sailor from Gibraltar (1967) - Eolo